# کاواماتا، فوکوشیما
کاواماتا، فوکوشیما (به لاتین: Kawamata, Fukushima) یک منطقهٔ مسکونی در ژاپن است که در استان فوکوشیما واقع شده‌است. کاواماتا ۱۲۷٫۶۶ کیلومتر مربع مساحت و ۱۴٬۲۸۷ نفر جمعیت دارد.